# 보조 다다코
보조 타다코(일본어: 坊城 伸子 ぼうじょう ただこ[*], 1830년 3월 8일 (분세이 13년 2월 14일) - 1851년 1월 18일 (가에이 3년 12월 17일))는 고메이 천황의 텐지이다. 아버지는 곤다이나곤 보조 토시아키이다.

## 생애
고메이 천황의 후궁에 들어가, 1847년 (고카 4년)에 텐지가 되었다.
1851년 (가에이 3년)에, 임신해서 보조 저택으로 돌아가지만, 얼마 지나지 않아서 병에 걸리고, 같은 해 12월 17일에 1황자 묘코게인 (妙香華院)을 낳지만, 아들과 함께 21살의 나이로 사망했다.